# Florida de Liébana
Florida de Liébana és un municipi de la província de Salamanca a la comunitat autònoma de Castella i Lleó. Limita al Nord amb Valverdón, a l'Est amb Villamayor, al Sud amb Carrascal de Barregas i Parada de Arriba i a l'Oest amb El Pino de Tormes.

## Demografia
| 1991 | 1996 | 2001 | 2004 |
| ---- | ---- | ---- | ---- |
| 201  | 252  | 245  | 275  |